# Nicoletta della Valle
Nicoletta della Valle (* 28. Dezember 1961 in Bern) ist eine Schweizer Juristin. Von 2014 bis 2025 war sie die Direktorin des Bundesamts für Polizei (fedpol).

## Leben
Nicoletta della Valle kam als Tochter eines italienischen Einwanderers und einer Schweizer Mutter zur Welt. Der Vater brachte ihr Boxen bei, später trainierte sie Judo. Sie brachte es bis zum braunen Gurt. Im Alter zwischen 40 und 45 Jahren trainierte sie Kickboxen.
Sie studierte Rechtswissenschaften an der Universität Bern. Später arbeitete beim Bundesamt für Umwelt und in der Finanzdirektion der Stadt Bern, bevor sie 1999 zum Eidgenössischen Justiz und Polizeidepartement wechselte. 2000 war sie am Aufbau einer DNA-Datenbank beteiligt. Von 2006 bis 2011 war sie stellvertretende Direktorin beim Fedpol. Von 2012 bis Juli 2014 amtete sie als Direktorin Dienste und Betriebe und gemeinsam mit Urs P. Mosimann als interimistische Co-Vorsitzende der Geschäftsleitung der Universitären Psychiatrischen Dienste Bern. Nachdem bekannt wurde, dass Jean Luc Vez, der Direktor des Bundesamts für Polizei (fedpol) zum World Economic Forum (WEF) wechseln würde, wurde Nicoletta della Valle auf den 1. August 2014 zu seiner Nachfolgerin ernannt. Dort brachte sie die auch von Toyota angewendete Philosophie des „Sich Verbesserns“ ein. Im April 2024 wurde ihr Rücktritt zum 31. Januar 2025 bekanntgeben. Sie erhielt nach ihrem Abgang eine Entschädigung von 340'000 Schweizer Franken, was von mehreren Parlamentariern kritisiert wurde. Ihr folgte Eva Wildi-Cortés nach.
Nicoletta della Valle ist geschieden, Mutter einer erwachsenen Tochter und wohnt in Bern.